# Вера Игнатиева
Вера Игнатиева-Кирова е българска драматична артистка, народна артистка (1955). Съпруга на артиста Гено Киров.

## Биография
Вера Игнатиева е родена на 15 април 1875 г. в Цариград. След завършването на педагогическата гимназия в Пловдив учителства в Пазарджик. От 1895 до 1898 г. учи драматично изкуство в драматическия отдел на консерваторията във Виена. През 1898 г., след завръщането си в България, дебютира в „Сълза и смях“ с ролята на Мария Жана в „Мария Жана“ от В. Сарду. Специализирала в Париж, Берлин, Виена и Москва. Играе в трупата „Сълза и смях“ и в Народния театър в София от 1904 г. до 1923 г. Изкуството ѝ е жизнено правдиво, с изящна театрална форма. Почива на 13 декември 1972 г.

## Памет
На Вера Игнатиева е наречена улица в квартал „Надежда I“ в София (Карта).

## Роли
- Люба в „Лудетина“ на Виктор Крилов;
- Дорина в „Тартюф“ на Жан-Батист Молиер;
- Луиза в „Коварство и любов“ на Фридрих Шилер;
- Розина в „Севилския бръснар“ на Пиер дьо Бомарше;
- Алма в „Чест“ на Херман Зудерман;
- Поля в „Еснафи“ на Максим Горки;
- Полина в „Доходно място“ на Александър Островски[1]